# Zelene, Novomîrhorod
Zelene (în ucraineană Зелене) este un sat în comuna Dibrivka din raionul Novomîrhorod, regiunea Kirovohrad, Ucraina.

## Demografie
Componența lingvistică a localității Zelene
     Ucraineană (95,97%)
     Rusă (3,36%)
     Alte limbi (0,67%)
Conform recensământului din 2001, majoritatea populației localității Zelene era vorbitoare de ucraineană (95,97%), existând în minoritate și vorbitori de rusă (3,36%).